# Janusz Peter
Janusz Wincenty Peter (ur. 26 listopada 1891 w Skolem, pow. stryjski, zm. 16 lutego 1963 w Tomaszowie Lubelskim) – polski lekarz, regionalista i publicysta związany z ziemią tomaszowską.

## Życiorys
Syn Michała i Karoliny z Koczerskich. Ukończył szkołę średnią we Lwowie (1912). W 1914 r. został powołany do służby w armii austriackiej. Odbył m.in. kampanię na froncie włoskim. W r. 1919 wstąpił do Wojska Polskiego, brał udział w III powstaniu śląskim. Po ukończeniu studiów w 1923 r. dostał pracę w VI Szpitalu Okręgowym we Lwowie. Po kilku latach został ordynatorem oddziałów chirurgiczno-ortopedycznego i zakaźnego. Równolegle był zatrudniony jako asystent Zakładu Anatomii Patologicznej na Wydziale Lekarskim Uniwersytetu Lwowskiego. W 1927 r. objął posadę dyrektora szpitala miejskiego w Tomaszowie Lubelskim. Po przyjeździe do Tomaszowa zaczął gromadzić przedmioty związane z przeszłością ziemi tomaszowskiej. Na terenie szpitala utworzył muzeum, które otworzył w 1962 r.
Jeden z trzech (obok Zygmunta Klukowskiego ze Szczebrzeszyna i Stanisława Pojaska z Biłgoraja) zasłużonych lekarzy – kronikarzy wydarzeń okresu okupacji niemieckiej (1939–1944) na Roztoczu. 

## Ordery i odznaczenia
- Krzyż Oficerski Orderu Odrodzenia Polski (1957) – z okazji 30-lecia pracy w Tomaszowie Lubelskim
- Złoty Krzyż Zasługi (1937) – za zasługi w rozbudowie i kierowaniu szpitalem oraz za osiągnięcia naukowe
- Srebrny Krzyż Zasługi (9 listopada 1932)[3]
- Medal 10-lecia Polski Ludowej (10 lipca 1954)[4]
- Krzyż Partyzancki (1959)[2]
- Odznaka Grunwaldzka (1948)

## Upamiętnienie
Imię dr. Janusza Petera noszą w Tomaszowie Muzeum Regionalne, szkoła podstawowa i jedna z ulic. W mieście działa także Tomaszowskie Towarzystwo Regionalne jego imienia. Do 1968 r. imię Petera nosiła Biblioteka Medycyny Wiejskiej i Muzeum Higieny Wsi przy Instytucie Medycyny Wsi i Higieny Pracy w Lublinie. W 2014 roku w rynku w Tomaszowie Lubelskim stanęła ławeczka z rzeźbą przedstawiającą siedzącą postać doktora Petera i mottem „Non omnis moriar” autorstwa Roberta Sobocińskiego.

## Życie prywatne
W 1921 r. poślubił Felicję Reichert, absolwentkę Seminarium Nauczycielskiego we Lwowie. Peterowie byli bezdzietnym małżeństwem.

## Publikacje
- Dzieje Szpitala Powiatowego w Tomaszowie Lubelskim (1912–1944), Lublin 1945.
- Z dziejów Służby Zdrowia w Tomaszowie Lubelskim, Zamość 1946.
- Szkice z przeszłości miasta kresowego, Zamość 1947.
- Tomaszowskie za okupacji, Tomaszów Lubelski 1991.